# Michel Pou
Michel Pou est un nageur français né le 3 octobre 1965 à Nice.
Il est le père de la nageuse monégasque Lisa Pou.
Il est membre de l'équipe de France aux Jeux olympiques d'été de 1984 à Los Angeles et aux Jeux olympiques d'été de 1988 à Séoul, terminant respectivement 8e et 7e de la finale du relais 4 × 200 mètres nage libre.
Il a été champion de France de natation en grand bassin sur 200 mètres nage libre à deux reprises (été 1983 et été 1985) et 400 mètres nage libre à deux reprises (hiver 1984 et hiver 1986).